# Paul Gerlach (Politiker, 1888)

Paul Gerlach

Paul Gerlach (* 19. April 1888 in Berlin; † 10. Oktober 1944 im KZ Sachsenhausen) war ein sozialdemokratischer Politiker und Opfer des Nationalsozialismus.

## Leben
Gerlach machte nach der Volksschule eine Lehre als Schriftsetzer und arbeitete bis 1910 im erlernten Beruf. Anschließend war er bis 1912 Redakteur und Filialleiter der sozialdemokratischen Volksstimme in Iserlohn. In dieser Zeit war Gerlach auch Vorstandsmitglied der örtlichen SPD. In den folgenden Jahren bis 1915 war er Redakteur der Volkszeitung in Düsseldorf. Von 1915 bis 1918 war Gerlach Kriegsteilnehmer. Er verließ die Armee als schwerst Kriegsbeschädigter. Danach war er zunächst wieder Redakteur bei der Volkszeitung und später bei der ebenfalls in Düsseldorf erscheinenden Freien Presse.
Im Jahr 1922 wechselte Gerlach in den öffentlichen Dienst. Er arbeitete bis 1933 als Landesrat bei der rheinischen Provinzialverwaltung. Dort war er Leiter der Hauptfürsorgestelle für Kriegsbeschädigte. Seit 1932 war er auch Redakteur der Zeitschrift Die Wohlfahrtspflege im Rheinland.
In der SPD war Gerlach von 1926 bis 1933 Vorsitzender des Bezirks Niederrhein. Außerdem war er Gauleiter des Reichsbanner Schwarz-Rot-Gold. In Düsseldorf war Gerlach Mitbegründer der Arbeiterwohlfahrt, deren erste Vorsitzende seine Frau Hedwig Gerlach wurde. Paul Gerlach war maßgeblich am Aufbau einer Bezirksorganisation der AWO für das Rheinland beteiligt und war ab 1925 der Vorsitzende.
Für seine Partei war er von 1918 bis 1928 Stadtverordneter in Düsseldorf. Außerdem war Gerlach von 1919 bis 1933 Mitglied des rheinischen Provinziallandtages sowie von 1921 bis 1933 stellvertretendes Mitglied im Reichsrat. Außerdem war Gerlach von 1928 bis 1933 Mitglied des Reichstages.
Gerlach sprach sich in den letzten Jahren der Republik entschieden gegen die NSDAP aus. Im Jahr 1932 versuchten die Nationalsozialisten ihn nach einer Veranstaltung der Eisernen Front vergeblich wegen Hochverrats anzuzeigen und vom Dienst suspendieren zu lassen. Nach dem Beginn der nationalsozialistischen Herrschaft wurde er entlassen, in „Schutzhaft“ genommen und zeitweise im KZ Lichtenburg inhaftiert. Eine weitere Verhaftung erfolgte 1935. Im Rahmen der Aktion „Gitter“ wurde Gerlach im August 1944 erneut verhaftet. Zunächst im Gefängnis Magdeburg inhaftiert, wurde er später ins KZ Sachsenhausen verlegt, wo er auch verstarb.

## Ehrungen

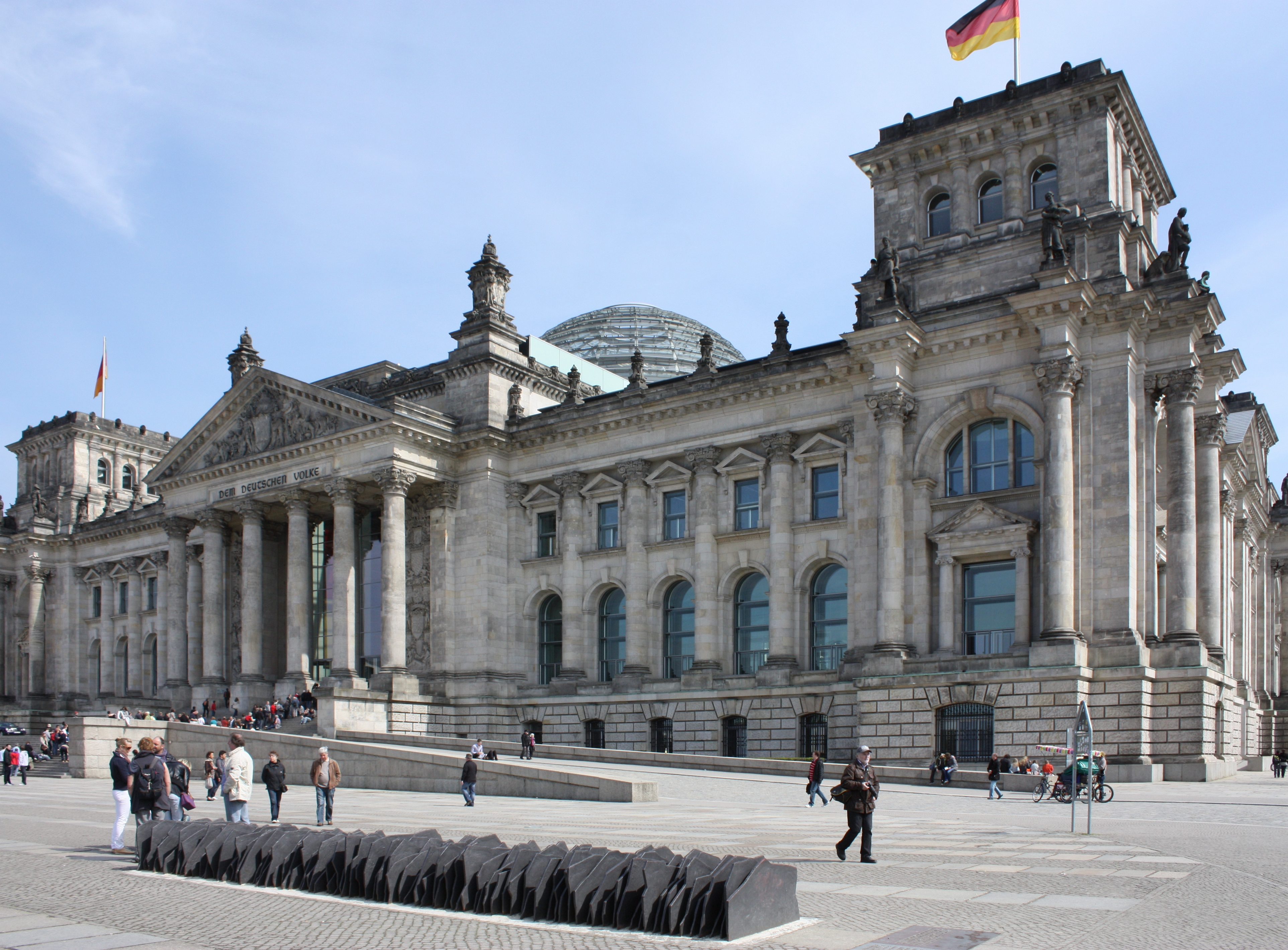
Gedenktafeln am Reichstag

Paul Gerlach wurde nach dem Krieg Namensgeber für das Paul-Gerlach-Bildungswerk der AWO. Seit 1992 erinnert in Berlin in der Nähe des Reichstags eine der 96 Gedenktafeln für von den Nationalsozialisten ermordete Reichstagsabgeordnete an Gerlach. Vor dem Haus an der Unterrather Straße 185, letzter Wohnsitz Gerlachs in Düsseldorf, wurde 2016 ein Stolperstein verlegt, der an sein Leben und Wirken erinnert.